# Victor Anomah Ngu
Victor Anomah Ngu (* 1926 in Buea; † 14. Juni 2011 in Yaoundé) war ein Mediziner und Chirurg aus Kamerun.
Ngu studierte ab 1948 an der Universität von Ibadan und 1951 bis 1954 an der St Mary’s Hospital Medical School der University of London (wobei er 1954 den Max Bonn Prize in Pathologie erhielt). Er wurde Fellow des Royal College of Surgeons of England und des Royal College of Surgeons of Edinburgh. 1962 erhielt er einen Master-Abschluss in Chirurgie an der Universität London. Danach war er Chirurg am Universitätshospital in Ibadan (ab 1960 Senior Registrar, ab 1962 Lecturer), wo er das West African College of Surgeons und die Association of Surgeons of West Africa (ASWA) begründete. 1965 wurde er Professor für Chirurgie an der Universität Ibadan und 1971 an der Universität Youndé, an der er 1974 bis 1982 Vizekanzler war. 1984 bis 1991 war er Direktor des Cancer Research Laboratory (CUSS) der Universität Yaoundé. 1993 bis 2004 war er Pro-Chancellor der Universität Buea.
1981 bis 1982 war er Präsident der Association of African Universities und 1984 bis 1988 Minister für Gesundheitswesen in Kamerun.
1972 erhielt er den Lasker~DeBakey Clinical Medical Research Award. Er erhielt die Auszeichnung für seine Beiträge zur Bekämpfung des Burkitt-Lymphoms und ähnlicher Krebserkrankungen in Westafrika. Ab 1961 testete er dazu verschiedene Chemotherapeutika und erreichte bei rund 400 Patienten zu 90 Prozent eine Regression und eine Fünfjahres-Überlebensrate von 40 Prozent.
Er befasste sich mit Immuntherapie gegen Krebs und den Zusammenhang von Viren und Krebs. Später wandte er sich der AIDS-Bekämpfung zu und führte dazu einen Impfstoff ein (Vanhivax).